# Syngenes arabicus
Syngenes arabicus is een insect uit de familie van de mierenleeuwen (Myrmeleontidae), die tot de orde netvleugeligen (Neuroptera) behoort. 
Syngenes arabicus is voor het eerst wetenschappelijk beschreven door Kimmins in 1943.